# Hildegard Puwak
Hildegard-Carola Puwak (n. 16 septembrie 1949, Reșița, Caraș-Severin, România – d. 25 mai 2018) a fost o politiciană română, deputată în legislaturile 1996-2000 și 2000-2004, aleasă în județul Timiș pe listele partidului PDSR. În perioada 1971-1992, Hildegard-Carola Puwak a fost cercetătoare științifică la Institutul de Economie Națională. În perioada 2000-2003, Hildegard Puwak a fost ministrul Integrării Europene în guvernul Adrian Năstase.

## Activitate publicistică
- 22 cărți de specialitate în economie și economie socială;
- 40 rapoarte științifice la congrese și sesiuni interne și internaționale;
- 92 comunicări științifice;
- 220 articole publicate în țară și străinătate.